# Passaporte estadunidense
O passaporte dos Estados Unidos da América é um documento emitido exclusivamente pelo Departamento de Estado dos Estados Unidos. É necessário para que os cidadãos americanos possam viajar para qualquer país do mundo. O passaporte adapta padrões recomendados (tamanho, composição, arranjo e tecnologia) da Organização da Aviação Civil Internacional. O Departamento de Estado também emite cartões de passaporte, que são válidos para viagens de americanos via terra e mar (não ar) entre os Estados Unidos e Canadá, México e Bermudas e vários destinos nas Caraíbas: Anguila, Antígua e Barbuda, Aruba, Bahamas, Ilhas Virgens Britânicas, Ilhas Cayman, República Dominicana, Grenada, Jamaica, entre outros.
Por lei, um passaporte norte-americano válido é uma prova conclusiva (e não somente prima facie) da nacionalidade norte-americana, e tem a mesma força e efeito que o certificado de naturalização ou de nacionalidade. A lei norte-americana não proíbe que seus cidadãos portem passaportes de outros países, embora sejam exigidos que usem seus passaportes norte-americanos para entrar e sair dos Estados Unidos.

## Emissão
O interessado deve preencher um formulário, juntar seus documentos e dar entrada no pedido de passaporte pelo correio ou biblioteca pública. Aos residentes no exterior, o pedido deverá ser feito na embaixada ou consulado dos Estados Unidos.

### Documentos
- Documento de identidade válido com foto emitido por um dos estados
- Certidão de nascimento
- Prova de mudança de nome (certidão de casamento ou ação judicial)
- Passaporte anterior (no caso de renovação)
- Certidão de naturalização (se for naturalizado)
- Foto

## Dados do passaporte
Na capa, uma representação do Grande selo dos Estados Unidos está no centro. Passport (com todas as letras maiúsculas) aparece acima do selo e United States of America (no script) aparece a seguir.
Um funcionário tem passaporte "oficial" (com todas as letras maiúsculas) acima de Passport. As maiúsculas de "oficiais" são um pouco menores do que as letras maiúsculas de Passport.

## Página de assinatura
Cada passaporte tem uma página de dados e uma página de assinatura.
Uma página de dados tem um visual e uma zona de leitura óptica. A zona tem um visual com fotografia digitalizada do titular do passaporte, os dados sobre o passaporte, e os dados sobre o seu titular:
- Fotografia
- Tipo do documento ("P" para o passport)
- Código do país emissor ("U.S.A." neste caso)
- Passaporte nº
- Apelido
- Nome(s)
- Nacionalidade
- Data de nascimento
- Local de nascimento (consta o estado/território seguido de "U.S.A." para os nascidos nos Estados Unidos; e o nome atual do país de nascimento para os nascidos no exterior)
- Sexo
- Data de emissão
- Data de expiração
- Autoridade
- Averbamentos

Na parte inferior da página de dados é a zona de leitura óptica, que tanto pode ser lida visualmente como através de um scanner. A zona de leitura óptica é constituída por duas linhas sem espaços em branco. Em qualquer das linhas, um espaço que não contenha uma letra ou um número é preenchido com o carater "<".